# Homonacionalismo
Homonacionalismo (acrónimo de homossexualidade e nacionalismo) descreve a aceitação seletiva das pessoas LGBT ou seus direitos com o intuito de promover uma ideologia nacionalista. A estigmatização de um povo ou comunidade como LGBTfóbicos em busca de justificativa que legitime ataques ou crimes de guerra é um exemplo de homonacionalismo.
O termo foi originalmente proposto pela pesquisadora em estudos de gênero Jasbir K. Puar para referir aos processos pelos que certos poderes se alinham com as reivindicações do coletivo LGBT com o fim de justificar posições racistas e xenófobas especialmente em contra do Islão e Cristianismo, apoiando-se em os preconceitos de que as pessoas migrantes têm de ser forçadamente homófobicas e de que a sociedade ocidental é completamente igualitária. Desta forma, faz-se uso da diversidade sexual e os direitos LGBT para sustentar posturas em contra da imigração, sendo a cada vez mais comum entre partidos de extrema direita.
As principais críticas deste fenómeno centram-se no uso parcial e sectario que se faz do movimento LGBT para amparar fins baseados na intolerância, obviando a própria homofobia e a falta de uma igualdade real na sociedade ocidental em seu conjunto. Esta falsa ideia de igualdade costuma-se representar de forma simbólica pelo acesso ao casamento igualitario, heteronormalizando as relações entre as pessoas do colectivo LGBT e favorecendo posições chauvinistas para o próprio país e recelosas para pessoas procedentes daqueles países que não têm regulado algum tipo de reconhecimento dos casais do mesmo sexo ou que criminalizam a homossexualidade, fundamentalmente para os muçulmanos.
Bruno Perreau criticou as premissas do argumento de Puar. Ao mesmo tempo em que concorda com sua crítica das reivindicações nacionalistas entre alguns grupos LGBT, ele mostra que Puar idealiza aqueles que ela chama de "sujeito sexualmente não normalizado racialmente". Perreau explica que "a desconstrução das normas não pode ser dissociada de sua reprodução".

## Relações públicas com o governo de Israel
Sarah Schulman, escritora e professora da Universidade da Cidade de Nova Iorque, afirma que o esforço israelense de relações públicas para difundir, no exterior, informações positivas ou propaganda do Estado de Israel e suas ações explora a ideia de um país aliado a causas LGBT para promover a percepção pública de Israel como uma "democracia moderna", "um lugar seguro para investimentos" e um "destino turístico com sol e areia". Em agosto de 2011, a publicação 'The Jerusalem Post' alegou que o Ministro das Relações Exteriores estava promovendo Israel como um paraíso gay como parte da campanha de conter os estereótipos negativos que muitos liberais americanos e europeus têm sobre o país.